# Iwona Krawczyk
Iwona Małgorzata Krawczyk z domu Kotowska (ur. 19 lipca 1965 w Jaworze) – polska samorządowiec, nauczycielka i polityk, wicemarszałek województwa dolnośląskiego (2016–2018), posłanka na Sejm VIII i X kadencji (2018–2019, od 2023).

## Życiorys
W 1993 ukończyła studia nauczycielskie na Akademii Wychowania Fizycznego we Wrocławiu. Odbyła także studia podyplomowe z nowoczesnego zarządzania na Uniwersytecie Ekonomicznym we Wrocławiu (1998) oraz z wiedzy o społeczeństwie w Wałbrzyskiej Wyższej Szkole Zarządzania i Przedsiębiorczości, a także ukończyła studium prawa europejskiego. Przez 21 lat pracowała w Zespole Szkół Zawodowych i Ogólnokształcących w Kamiennej Górze kolejno jako nauczycielka, wicedyrektor ds. wychowawczych i dyrektor. Została później prezesem zarządu Kamiennogórskiej Specjalnej Strefy Ekonomicznej Małej Przedsiębiorczości, gdzie m.in. zainicjowała pierwszy w Polsce Strefowy Klaster Edukacyjny. W marcu 2016 została dyscyplinarnie zwolniona z tej funkcji. W kwietniu 2018 sąd pracy uwzględnił powództwo wytoczone byłemu pracodawcy przez Iwonę Krawczyk, uznając, że takie rozwiązanie umowy o pracę było niezgodne z prawem.
W 2007 bezskutecznie kandydowała do Sejmu z listy Platformy Obywatelskiej w okręgu nr 1. Potem przystąpiła do tej partii. W 2010, 2014 i 2018 była wybierana do sejmiku dolnośląskiego IV, V i VI kadencji. Pełniła w nim funkcję przewodniczącej Komisji Rolnictwa i Rozwoju Obszarów Wiejskich (2010–2014) i Komisji Polityki Rozwoju Regionalnego i Gospodarki (2014–2018). W 2011 bez powodzenia kandydowała do Sejmu. Ponownie starała się o mandat posłanki w 2015, otrzymując 7954 głosy i zajmując piąte miejsce wśród kandydatów PO (partii przypadły w tym okręgu cztery mandaty). 28 czerwca 2016 objęła funkcję wicemarszałka województwa dolnośląskiego (po włączeniu PO do koalicji rządzącej), pełniąc ją do końca V kadencji w listopadzie 2018. W międzyczasie została przewodniczącą struktur PO w powiecie kamiennogórskim. W 2018 uzyskała możliwość objęcia mandatu posła, zwolnionego przez polityka UED Stanisława Huskowskiego (wybranego do sejmiku dolnośląskiego), na co wyraziła zgodę. Złożyła ślubowanie 5 grudnia 2018.
W wyborach w 2019 nie została ponownie wybrana. Powróciła do Sejmu w wyniku wyborów w 2023; uzyskała wówczas mandat posłanki X kadencji z wynikiem 8831 głosów.

## Wyniki wyborcze
| Wybory | Komitet wyborczy                              | Komitet wyborczy      | Organ                                         | Okręg        | Wynik          |
| ------ | --------------------------------------------- | --------------------- | --------------------------------------------- | ------------ | -------------- |
| 2007   |                                               | Platforma Obywatelska | Sejm VI kadencji                              | nr 1         | 6911 (1,71%)   |
| 2010   | Sejmik Województwa Dolnośląskiego IV kadencji | Platforma Obywatelska | nr 4                                          | 9239 (5,66%) |                |
| 2011   | Sejm VII kadencji                             | Platforma Obywatelska | nr 1                                          | 5682 (1,65%) |                |
| 2014   | Sejmik Województwa Dolnośląskiego V kadencji  | Platforma Obywatelska | nr 4                                          | 6519 (4,61%) |                |
| 2015   | Sejm VIII kadencji                            | Platforma Obywatelska | nr 1                                          | 7954 (2,23%) |                |
| 2018   |                                               | Koalicja Obywatelska  | Sejmik Województwa Dolnośląskiego VI kadencji | nr 3         | 23 144 (9,46%) |
| 2019   | Sejm IX kadencji                              | Koalicja Obywatelska  | nr 1                                          | 8081 (1,87%) |                |
| 2023   | Sejm X kadencji                               | Koalicja Obywatelska  | nr 1                                          | 8831 (1,76%) |                |

## Życie prywatne
Ma córkę Aleksandrę i syna Marcela. Zamieszkała w Czadrowie.